# Taça da Liga de 2021–22
A Taça da Liga de 2021–22 (conhecida por Allianz Cup de 2021–22 por motivos de patrocínio) foi a 15.ª edição da Taça da Liga. Participaram nesta edição da Taça da Liga 34 clubes (18 da Primeira Liga e 16 da Segunda Liga. O clube vencedor é, desde a época 2016–17, denominado como "Campeão de Inverno".

## Formato
O formato da Taça da Liga foi alterado em 2021–22 para o seguinte esquema:
- 1ª Eliminatória: 28 clubes consistindo em todos os clubes da Segunda Liga, com excepção das 2 equipas B, e todos os clubes da Primeira Liga com excepção dos que terminaram Primeira Liga de 2020–21 no seis primeiros lugares.
- 2ª Eliminatória: aos vencedores da 1ª Eliminatória juntam-se os clubes da Primeira Liga que, na época anterior, se classificaram em 5º 6º lugar. Ficam de fora os 4 primeiros classificados da Primeira Liga da época anterior. A eliminatória é disputada a uma só mão, com sorteio puro.
- Fase de Grupos: aos vencedores da 2ª Eliminatória juntam-se os 4 primeiros classificados da Primeira Liga na época anterior para formarem 4 grupos de 3 equipas cada, no formato todos contra todos a uma volta. No sorteio, os 4 clubes anteriormente isentos serão cabeças-de-série, ficando alocados um em cada grupo.
- Final Four: apenas os vencedores de cada grupo se apuram para a chamada "Final Four", que nesta edição terá lugar na cidade de Leiria. Os jogos das meias-finais e da final serão disputados no Estádio Dr. Magalhães Pessoa entre 25 e 29 de janeiro de 2022, a uma só mão. Não há jogo relativo ao 3º lugar.[2]

| Fase                         | Participantes na Eliminatória | Participantes na Eliminatória                       |
| Fase                         | Equipas entrando nesta fase | Equipas avançando da fase anterior                  |
| ---------------------------- | --- | --------------------------------------------------- |
| 1ª Eliminatória (28 equipas) | - 16 equipas classificadas da Segunda Liga de 2021–22 - 9 equipas classificadas do 7º ao 15º lugar na Primeira Liga de 2020–21 - 3 equipas promovidas à Primeira Liga de 2021–22 |                                                     |
| 2ª Eliminatória (16 equipas) | - 2 equipas classificadas em 5º e 6º lugar na Primeira Liga de 2020–21 | - 14 vencedores da 1ª eliminatória                  |
| Fase de Grupos (12 equipas)  | - 4 equipas classificadas do 1º ao 4º lugar na Primeira Liga de 2020–21 | - 8 vencedores da 2ª eliminatória                   |
| Meias-finais (4 equipas)     | | - 4 primeiros colocados dos grupos da fase anterior |
| Final (2 equipas)            | | - 2 vencedores das meias-finais                     |

Desempates
Na Fase de Grupos em caso de empate na classificação aplicam-se os seguintes critérios de desempate: 
- Melhor diferença de golos em todos os jogos do Grupo;
- Maior número de golos marcados em todos os jogos do Grupo;
- Menor média de idades dos jogadores utilizados em todos os jogos do Grupo.

Nas restantes eliminatórias, após empate no tempo regulamentar segue-se o desempate por grandes penalidades, sem recurso prévio a prolongamento.

## Equipas
Participaram nesta competição as seguintes 34 equipas:
| - Sporting (1º) | - Porto (2º) | - Benfica (3º) | - Braga (4º) |

| - Paços de Ferreira (5º) | - Santa Clara (6º) |  |  |

| - Vitória de Guimarães (7º) - Gil Vicente (11º) - Marítimo (15º) - Estoril Praia (1º II) - Feirense (5º II) - Leixões (10º II) - Varzim (15º II) | - Moreirense (8º) - Tondela (12º) - Rio Ave (16º) - Vizela (2º II) - Chaves (6º II) - Mafra (12º II) - Vilafranquense (17º II) | - Famalicão (9º) - Boavista (13º) - Farense (17º) - Arouca (3º II) - Penafiel (7º II) - Covilhã (13º II) - Trofense (1º CP) | - Belenenses (10º) - Portimonense (14º) - Nacional (18º) - Académica de Coimbra (4º II) - Casa Pia (9º II) - Académico de Viseu (14º II) - Estrela da Amadora (2º CP) |

nº - Posição na liga da época anterior; II - Segunda Liga; CP - Campeonato de Portugal

## Calendário
O sorteio da 1ª e 2ª eliminatórias foi realizado no Porto. 
| Ronda           | Ronda           | Data do sorteio       | Data dos jogos                       | Equipas | Jogos |
| --------------- | --------------- | --------------------- | ------------------------------------ | ------- | ----- |
| 1ª Eliminatória | 1ª Eliminatória | 8 de julho de 2021    | 23–26 de julho de 2021               | 34 → 20 | 14    |
| 2ª Eliminatória | 2ª Eliminatória | 8 de julho de 2021    | 30 de julho de 2021–1 de agosto 2021 | 20 → 12 | 8     |
| Fase de grupos  | 1ª jornada      | 2 de setembro de 2021 | 21–22 de setembro de 2021            | 12 → 4  | 12    |
| Fase de grupos  | 2ª jornada      | 2 de setembro de 2021 | 26–28 de outubro de 2021             | 12 → 4  | 12    |
| Fase de grupos  | 3ª jornada      | 2 de setembro de 2021 | 15 de dezembro de 2021               | 12 → 4  | 12    |
| Final Four      | Meias-finais    | 2 de setembro de 2021 | 25-26 de janeiro de 2022             | 4 → 2   | 2     |
| Final Four      | Final           | 2 de setembro de 2021 | 29 de janeiro de 2022                | 2 → 1   | 1     |

## 1ª Eliminatória
O sorteio da 1ª Eliminatória decorreu a 8 de julho de 2021. Os jogos foram disputados entre 23 e 26 de julho de 2021. Entraram nesta fase um total de 28 equipas da Primeira e Segunda Liga.
| 23 julho 2021 | Portimonense                               | 2 – 1     | Académica           | Portimão                                                                 |  |
| 20:15         | - Willyan Rocha 19' - Aylton Boa Morte 42' | Relatório | - João Traquina 31' | Estádio: Estádio Municipal de Portimão Público: 0 Árbitro: André Narciso |  |

| 24 julho 2021 | Tondela | 0 – 1     | Gil Vicente | Tondela                                                           |  |
| 11:00         |         | Relatório | - Vitor 87' | Estádio: Estádio João Cardoso Público: 0 Árbitro: Miguel Nogueira |  |

| 24 julho 2021 | Estrela da Amadora        | 2 – 1     | Vizela                      | Amadora                                                     |  |
| 15:30         | - Xavi 15' - Paulinho 89' | Relatório | - Cassiano Dias Moreira 66' | Estádio: Estádio José Gomes Público: 0 Árbitro: David Silva |  |

| 24 julho 2021 | Mafra            | 1 – 0     | Belenenses SAD | Mafra                                                                          |  |
| 15:30         | - Andrezinho 22' | Relatório |                | Estádio: Estádio Municipal de Mafra Público: 0 Árbitro: João António Gonçalves |  |

| 24 julho 2021 | Trofense | 0 – 3     | Sporting da Covilhã                                        | Trofa                                                                              |  |
| 17:00         |          | Relatório | - Diogo Almeida 45+1' - André Almeida 53' - Jô Batista 62' | Estádio: Estádio do Clube Desportivo Trofense Público: 0 Árbitro: Ricardo Baixinho |  |

| 24 julho 2021 | Feirense | 0 – 1     | Famalicão           | Santa Maria da Feira                                                |  |
| 17:00         |          | Relatório | - Ivo Rodrigues 17' | Estádio: Estádio Marcolino de Castro Público: 0 Árbitro: Hugo Silva |  |

| 24 julho 2021 | Académico de Viseu | 1 – 4     | Casa Pia                                                                | Lisboa                                                          |  |
| 17:00         | - Paul Ayongo 15'  | Relatório | - João Vieira 12' - Leonardo Lelo 19' - Vitó 85' - Saviour Godwin 90+3' | Estádio: Estádio Pina Manique Público: 0 Árbitro: Marcos Brazão |  |

| 24 julho 2021 | Chaves             | 1 – 2     | Farense                                   | Chaves                                                                               |  |
| 18:00         | - João Correia 64' | Relatório | - Pedro Henrique 54' - Eduardo Mancha 88' | Estádio: Estádio Municipal Eng.º Manuel Branco Teixeira Público: 0 Árbitro: Rui Lima |  |

| 25 julho 2021                                                | Penafiel        | 1 – 1 (4 – 3 pen.)                                               | Moreirense           | Penafiel                                                               |  |
| 11:00                                                        | - Rui Pedro 66' | Relatório                                                        | - Gonçalo Franco 68' | Estádio: Estádio Municipal 25 de Abril Público: 0 Árbitro: Manuel Mota |  |
|                                                              |                 | Penalidades                                                      |                      |                                                                        |  |
| - Roberto Rodrigo - Capela - Feliz Vaz - Amorim - Zé Valente |                 | - Yan - Rafael Martins - André Luis - Walterson - Gonçalo Franco |                      |                                                                        |  |

| 25 julho 2021                                                | Varzim                      | 1 – 1 (3 – 4 pen.)                                                   | Rio Ave               | Póvoa de Varzim                                                |  |
| 15:30                                                        | - Ronan Jerônimo 56' (o.g.) | Relatório                                                            | - Aderllan Santos 79' | Estádio: Estádio do Varzim SC Público: 0 Árbitro: Nuno Almeida |  |
|                                                              |                             | Penalidades                                                          |                       |                                                                |  |
| - Heliardo - Zé Tiago - Luís Silva - Cássio Scheid - Tavinho |                             | - Zé Manuel - Francisco Geraldes - Aderllan Santos - Costinha - Ukra |                       |                                                                |  |

| 25 julho 2021 | Vilafranquense | 0 – 3     | Arouca                                                           | Rio Maior                                                              |  |
| 17:30         |                | Relatório | - Eugeni Valderrama 6' - André Silva 30' - João Basso 86' (g.p.) | Estádio: Estádio Municipal de Rio Maior Público: 0 Árbitro: Fábio Melo |  |

| 25 julho 2021 | Nacional           | 1 – 2     | Estoril                                             | Funchal                                                           |  |
| 18:00         | - Bryan Róchez 36' | Relatório | - Miguel Crespo 57' - João Carlos Cardoso Santo 90' | Estádio: Estádio da Madeira Público: 114 Árbitro: Cláudio Pereira |  |

| 25 julho 2021 | Marítimo | 0 – 1     | Boavista          | Funchal                                                              |  |
| 18:00         |          | Relatório | - Luís Santos 41' | Estádio: Estádio do Marítimo Público: 1 546 Árbitro: Manuel Oliveira |  |

| 26 julho 2021 | Vitória de Guimarães                                                                | 4 – 1     | Leixões                     | Guimarães                                                                |  |
| 20:15         | - Rochinha 34' - Diogo Gomes 74' (o.g.) - Bruno Duarte 84' - Miguel Magalhães 90+4' | Relatório | - Adewale Sapara 21' (g.p.) | Estádio: Estádio D. Afonso Henriques Público: 0 Árbitro: Hélder Malheiro |  |

Notas: 
1. ↑  O jogo original foi agendado para viseu. No entanto devido a trabalhos no estádio, o jogo foi disputado em Lisboa, no terreno do Casa Pia.

## 2ª Eliminatória
O sorteio da 2ª Eliminatória decorreu a 8 de julho de 2021. Os jogos foram disputados entre os dias 30 de julho e 1 de agosto de 2021.
| 30 julho 2021                                                   | Paços de Ferreira | 1 – 1 (4 – 3 pen.)                                                      | Gil Vicente          | Paços de Ferreira                                               |  |
| 20:15                                                           | Denílson 47'      | Relatório                                                               | Bilel Aouacheria 58' | Estádio: Estádio Capital do Móvel Público: 0 Árbitro: Rui Costa |  |
|                                                                 |                   | Penalidades                                                             |                      |                                                                 |  |
| - Douglas Tanque - Uilton - João Pedro - Juan Delgado - Maracás |                   | - Talocha - Paulinho Mota - Pedrinho - Rúben Fernandes - Kanya Fujimoto |                      |                                                                 |  |

| 1 agosto 2021 | Estrela da Amadora | 0 – 1     | Penafiel            | Amadora                                                        |  |
| 11:00         |                    | Relatório | Roberto Rodrigo 36' | Estádio: Estádio José Gomes Público: 302 Árbitro: Dinis Gorjão |  |

| 1 agosto 2021 | Famalicão          | 1 – 0     | Estoril | Vila Nova de Famalicão                                                     |  |
| 14:00         | Bruno Rodrigues 9' | Relatório |         | Estádio: Estádio Municipal 22 de Junho Público: 444 Árbitro: António Nobre |  |

| 1 agosto 2021                               | Farense | 0 – 0 (0 – 3 pen.)                  | Santa Clara | Faro                                                          |  |
| 15:30                                       |         | Relatório                           |             | Estádio: Estádio de São Luís Público: 461 Árbitro: Hugo Silva |  |
|                                             |         | Penalidades                         |             |                                                               |  |
| - Otávio Gut - Amine Oudrhiri - Elves Baldé |         | - Lincoln - Nené - Mikel Villanueva |             |                                                               |  |

| 1 agosto 2021 | Arouca | 0 – 1     | Rio Ave             | Arouca                                                                     |  |
| 17:00         |        | Relatório | Aderllan Santos 38' | Estádio: Estádio Municipal de Arouca Público: 358 Árbitro: Miguel Nogueira |  |

| 1 agosto 2021 | Sporting da Covilhã                             | 3 – 1     | Mafra    | Covilhã                                                                                |  |
| 17:00         | David Santos 30' · Héliton 88' · Gilberto 90+3' | Relatório | Bura 59' | Estádio: Estádio Municipal José dos Santos Pinto Público: 177 Árbitro: Hélder Carvalho |  |

| 1 agosto 2021 | Casa Pia | 0 – 1     | Vitória de Guimarães | Lisboa                                                              |  |
| 18:00         |          | Relatório | Bruno Duarte 26'     | Estádio: Estádio Pina Manique Público: 266 Árbitro: Cláudio Pereira |  |

| 1 agosto 2021 | Boavista            | 2 – 0     | Portimonense | Porto                                                            |  |
| 20:30         | Tiago Morais 8' 73' | Relatório |              | Estádio: Estádio do Bessa Público: 1 068 Árbitro: João Gonçalves |  |

## Fase de Grupos
O sorteio da Fase de Grupos decorreu a 2 de setembro de 2021. Esta fase é constituída por 4 grupos de 3 equipas cada. Apenas se apuram para a Final Four os vencedores de cada Grupo.
| Fase de Grupos (equipas apuradas) | Fase de Grupos (equipas apuradas) | Fase de Grupos (equipas apuradas) | Fase de Grupos (equipas apuradas) | Fase de Grupos (equipas apuradas) | Fase de Grupos (equipas apuradas) |
| --------------------------------- | --------------------------------- | --------------------------------- | --------------------------------- | --------------------------------- | --------------------------------- |
| Sporting (I)                      | FC Porto (I)                      | Benfica (I)                       | Braga (I)                         | Paços de Ferreira (I)             | Santa Clara (I)                   |
| Vitória de Guimarães (I)          | Famalicão (I)                     | Boavista (I)                      | Rio Ave (II)                      | Penafiel (II)                     | Covilhã (II)                      |

### Grupo A
| Time                 | J | V | E | D | GP | GC | SG | Pts |
| -------------------- | - | - | - | - | -- | -- | -- | --- |
| Benfica              | 2 | 1 | 1 | 0 | 6  | 3  | +3 | 4   |
| Vitória de Guimarães | 2 | 1 | 1 | 0 | 5  | 3  | +2 | 4   |
| Covilhã              | 2 | 0 | 0 | 2 | 0  | 5  | −5 | 0   |

| 21 setembro 2021 | Covilhã | 0 – 2  | Vitória de Guimarães    | Covilhã                                                                                |  |
| 20:15            |         | Report | Nicolas Janvier 25' 28' | Estádio: Estádio Municipal José dos Santos Pinto Público: 594 Árbitro: Gustavo Correia |  |

| 27 outubro 2021 | Vitória de Guimarães                                       | 3 – 3  | Benfica                                                        | Guimarães                                                                 |  |
| 19:30           | André André 21' · Oscar Estupiñan 45+2' · Bruno Duarte 82' | Report | Alfa Semedo 8' (Gol-contra) · Pizzi 15' · Nemanja Radonjic 28' | Estádio: Estádio D. Afonso Henriques Público: 11 065 Árbitro: Hugo Miguel |  |

| 15 dezembro 2021 | Benfica                                    | 3 – 0  | Covilhã | Lisboa                                                           |  |
| 19:00            | Haris Seferovic 27' · Darwin Núñez 67' 72' | Report |         | Estádio: Estádio da Luz Público: 15 291 Árbitro: Gustavo Correia |  |

### Grupo B
| Time      | J | V | E | D | GP | GC | SG | Pts |
| --------- | - | - | - | - | -- | -- | -- | --- |
| Sporting  | 2 | 2 | 0 | 0 | 3  | 1  | +2 | 6   |
| Famalicão | 2 | 1 | 0 | 1 | 6  | 2  | +4 | 3   |
| Penafiel  | 2 | 0 | 0 | 2 | 0  | 6  | −6 | 0   |

| 22 setembro 2021 | Famalicão                                                                         | 5 – 0  | Penafiel | Famalicão                                                                  |  |
| 21:15            | Ivo Rodrigues 35' · Simon Banza 57' · Pedro Marques 70' 89' · Bruno Rodrigues 73' | Report |          | Estádio: Estádio Municipal 22 de Junho Público: 1 569 Árbitro: David Silva |  |

| 26 outubro 2021 | Sporting                           | 2 – 1  | Famalicão             | Lisboa                                                              |  |
| 21:15           | Manuel Ugarte 8' · Nuno Santos 61' | Report | Heriberto Tavares 90' | Estádio: Estádio José Alvalade Público: 14 755 Árbitro: Manuel Mota |  |

| 14 dezembro 2021 | Penafiel | 0 – 1  | Sporting        | Penafiel                                                                       |  |
| 20:15            |          | Report | Tiago Tomás 17' | Estádio: Estádio Municipal 25 de Abril Público: 2 012 Árbitro: Claúdio Pereira |  |

### Grupo C
| Time              | J | V | E | D | GP | GC | SG | Pts |
| ----------------- | - | - | - | - | -- | -- | -- | --- |
| Boavista          | 2 | 2 | 0 | 0 | 7  | 2  | +5 | 6   |
| Paços de Ferreira | 2 | 0 | 1 | 1 | 1  | 2  | −1 | 1   |
| Braga             | 2 | 0 | 1 | 1 | 1  | 5  | −4 | 1   |

| 23 setembro 2021 | Paços de Ferreira | 1 – 2  | Boavista                        | Paços de Ferreira                                                      |  |
| 20:15            | João Pedro 20'    | Report | Yusupha 58' · Gustavo Sauer 73' | Estádio: Estádio Capital do Móvel Público: 988 Árbitro: Vítor Ferreira |  |

| 28 outubro 2021 | Braga | 0 – 0  | Paços de Ferreira | Braga                                                                       |  |
| 20:15           |       | Report |                   | Estádio: Estádio Municipal de Braga Público: 3 726 Árbitro: Hélder Malheiro |  |

| 16 dezembro 2021 | Boavista                                                                      | 5 – 1  | Braga                   | Porto                                              |  |
| 20:15            | Gustavo Sauer 20' 63' · Petar Musa 32' · Yusupha Njie 34' · Nathan Santos 50' | Report | Iuri Medeiros 53' (pen) | Estádio: Estádio do Bessa Árbitro: Manuel Oliveira |  |

### Grupo D
| Time        | J | V | E | D | GP | GC | SG | Pts |
| ----------- | - | - | - | - | -- | -- | -- | --- |
| Santa Clara | 2 | 1 | 1 | 0 | 5  | 3  | +2 | 4   |
| FC Porto    | 2 | 1 | 0 | 1 | 2  | 3  | −1 | 3   |
| Rio Ave     | 2 | 0 | 1 | 1 | 2  | 3  | −1 | 1   |

| 22 setembro 2021 | Rio Ave                  | 2 – 2  | Santa Clara                         | Vila do Conde                                               |  |
| 19:00            | Aziz 17' · Zé Manuel 59' | Report | Luiz Phellype 15' · Jean Patric 34' | Estádio: Estádio dos Arcos Público: 635 Árbitro: Fábio Melo |  |

| 26 outubro 2021 | Santa Clara                                       | 3 – 1  | FC Porto         | Ponta Delgada                                                          |  |
| 19:00           | Andrei Chindris 17' · Ricardinho 65' · Nené 90+4' | Report | Mehdi Taremi 82' | Estádio: Estádio de São Miguel Público: 1 739 Árbitro: Manuel Oliveira |  |

| 15 dezembro 2021 | FC Porto | 1 – 0  | Rio Ave | Porto                                                              |  |
| 21:00            | Pepê 83' | Report |         | Estádio: Estádio do Dragão Público: 4 433 Árbitro: Miguel Nogueira |  |

## Final Four
As meias-finais foram disputadas a 25 e 26 de Janeiro, enquanto que a final foi disputada no dia 29 de Janeiro de 2022. As meias-finais e a final foram realizadas no Estádio Municipal de Leiria. 
|  | Meias-Finais | Meias-Finais | Meias-Finais |          |         | Final   | Final | Final |  |
|  |              |              |              |          |         |         |       |       |  |
|  | Benfica      | Benfica      | 1 (3)        |          |         |         |       |       |  |
|  | Benfica      | Benfica      | 1 (3)        |          |         |         |       |       |  |
|  | Boavista     | Boavista     | 1 (2)        |          |         |         |       |       |  |
|  | Boavista     | Boavista     | 1 (2)        |          | Benfica | Benfica | 1     |       |  |
|  |              |              |              |          | Benfica | Benfica | 1     |       |  |
|  |              |              | Sporting     | Sporting | 2       |         |       |       |  |
|  | Sporting     | Sporting     | Sporting     | Sporting | 2       | 2       |       |       |  |
|  | Sporting     | Sporting     |              |          |         |         |       |       |  |
|  | Santa Clara  | Santa Clara  | 1            |          |         |         |       |       |  |

## Meias-Finais
As Meias-Finais foram disputadas a 25 e a 26 de Janeiro de 2022.
| 25 Janeiro 2022                              | Benfica     | 1 – 1 (3 – 2 pen.)                                                  | Boavista                 | Leiria                                                                       |  |
| 19:45                                        | Everton 16' | Report                                                              | Gustavo Sauer 53' (pen.) | Estádio: Estádio Municipal de Leiria Público: 7 539 Árbitro: Fábio Veríssimo |  |
|                                              |             | Penalidades                                                         |                          |                                                                              |  |
| Pizzi Grimaldo Meitë Vertonghen Julian Weigl |             | Sebastián Pérez Petar Musa Jeriel De Santis Rodrigo Abascal Hamache |                          |                                                                              |  |

| 26 Janeiro 2022 | Sporting                                                     | 2 – 1  | Santa Clara | Leiria                                                                     |  |
| 19:45           | Mikel Villanueva 40' (Gol-contra) · Pablo Sarabia 65' (pen.) | Report | Lincoln 32' | Estádio: Estádio Municipal de Leiria Público: 7 332 Árbitro: António Nobre |  |

## Final
A Final foi disputada a 29 de Janeiro de 2022 no Estádio Municipal de Leiria.
| 29 Janeiro 2022 | Benfica     | 1 – 2  | Sporting                               | Estádio Municipal de Leiria                     |
| 19:45           | Everton 23' | Report | Gonçalo Inácio 49' · Pablo Sarabia 78' | Público: 20 622 Árbitro: Manuel Mota (AF Braga) |

## Campeão
| Taça da Liga de 2021–22 |
| ----------------------- |
| Sporting 4.º Título     |